# Makaronezija
Makaronezija je skupina petih otočij v Atlantskem oceanu ob zahodni afriški  obali. Naziv Makaronezija je zloženka iz grških besed »makar«, ki pomeni »sreča«, in »nisoi«, ki pomeni »otoki« ali »blagoslovljeni otoki«. Stari Grki so s tem imenom imenovali otoke zahodno od  Gibraltarske ožine. Skupino sestavlja  Azori, Madeira, Kanarski otoki, otočje Salvages in Zelenortski otoki v  medsebojni oddaljenosti skoraj 3.000 kilometrov. Politično pa si jih delijo države: Španija, Portugalska in Zelenortski otoki.
Otočja so vulkanskega nastanka in so rezultat delovanja geoloških vročih točk. Otoki niso nikoli bili del kopnega, zato imajo enkratno biološko raznovrstnost.
Podnebje Makaronezije sega od subtropskega do tropskega podnebja. Portugalski Azori in Madeira imajo hladnejšo klimo in več dežja kot španski Kanarski otoki ali Zelenortski otoki.